# Nouha Diakité
Nouha Diakité (Athis-Mons, 20 dicembre 1980) è un ex cestista francese naturalizzato maliano.

## Palmarès
- Coppa di Francia: 1

ASVEL: 2007-2008